# Ermidas-Sado
Ermidas-Sado ist eine portugiesische Gemeinde im Kreis von Santiago do Cacém, mit einer Fläche von 82,4 km² und 2071 Einwohnern (Stand 19. April 2021). Die Bevölkerungsdichte beträgt 25,1 Einwohner pro km². Ermidas-Sado erhielt am 12. Juli 2001 sein Stadtrecht. In Ermidas-Sado gibt es seit 1915 einen Bahnhof, der als Verkehrsknotenpunkt im südlichen Alentejo fungiert. Hier teilt sich die Eisenbahnstrecke in die Algarve Linha do Sul und in das Industriezentrum von Sines Linha de Sines, welches durch den Ausbau seines Seehafens immer mehr an Bedeutung gewinnt. Ermidas-Sado ist ein Zentrum der Landwirtschaft. Es gibt eine Kornmühle mit Silobetrieb, die Lieferungen aus den Landgütern der gesamten Umgebung erhält. 

## Weblinks

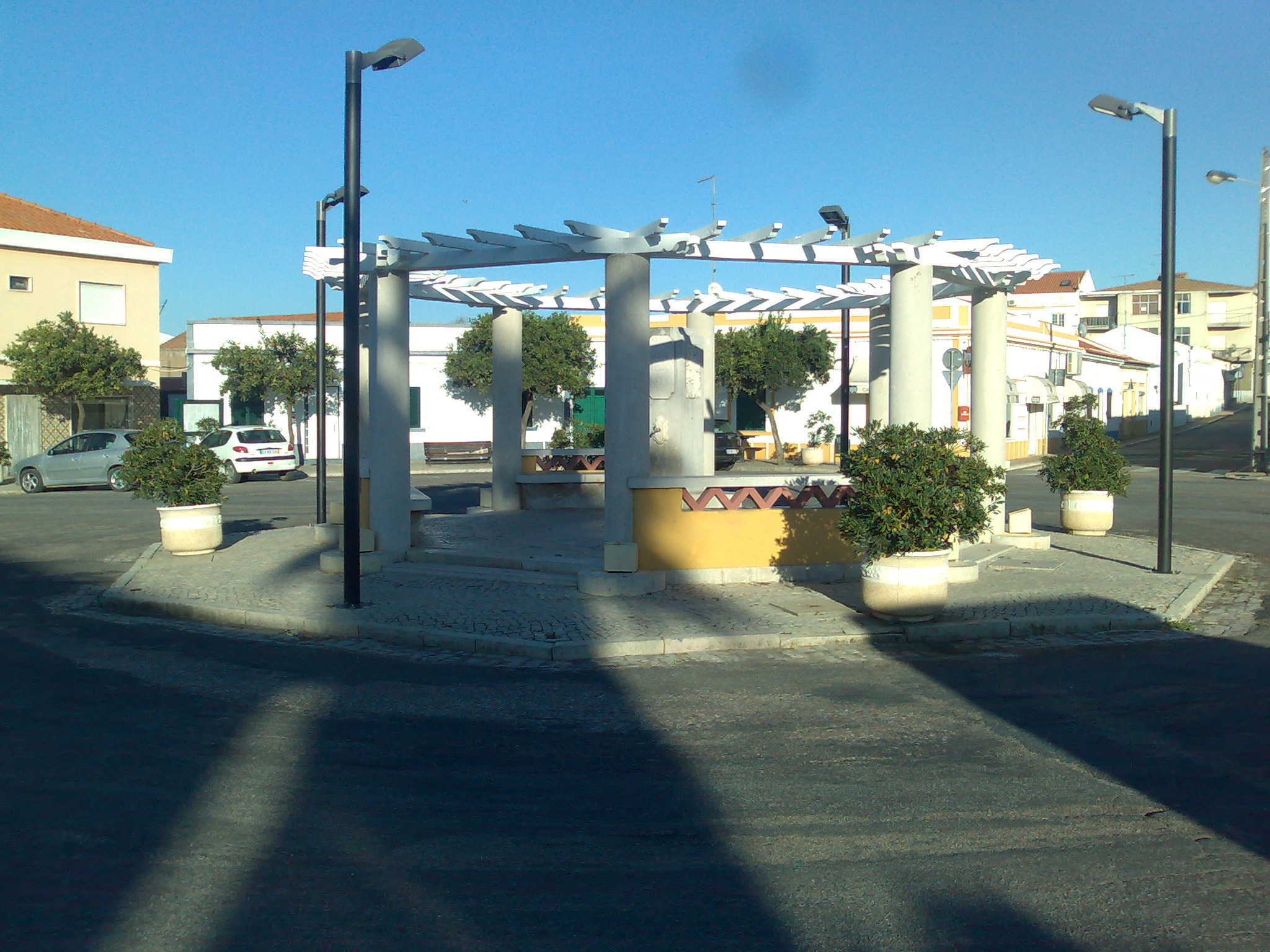
Platz des Brunnens
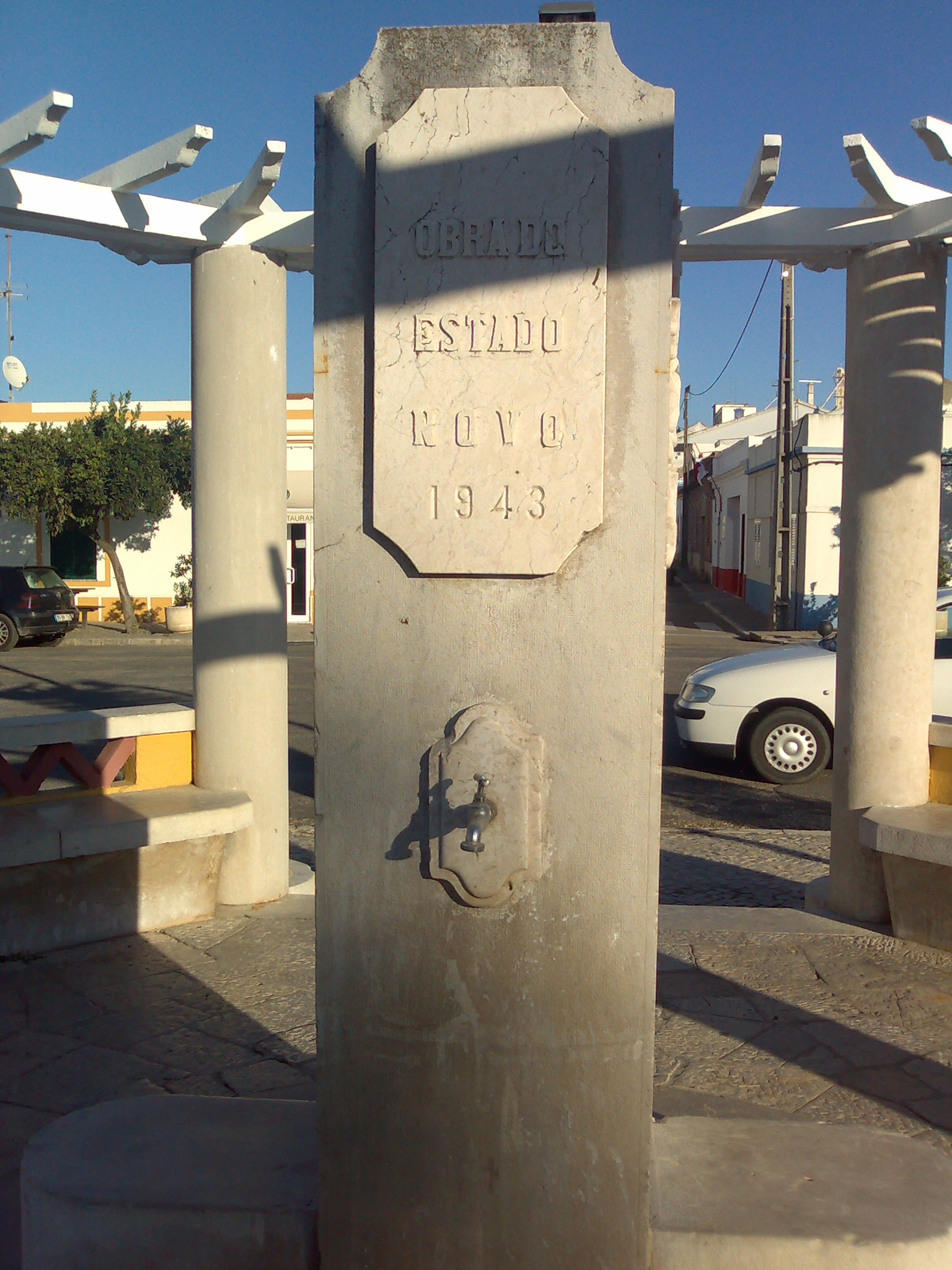
Brunnen
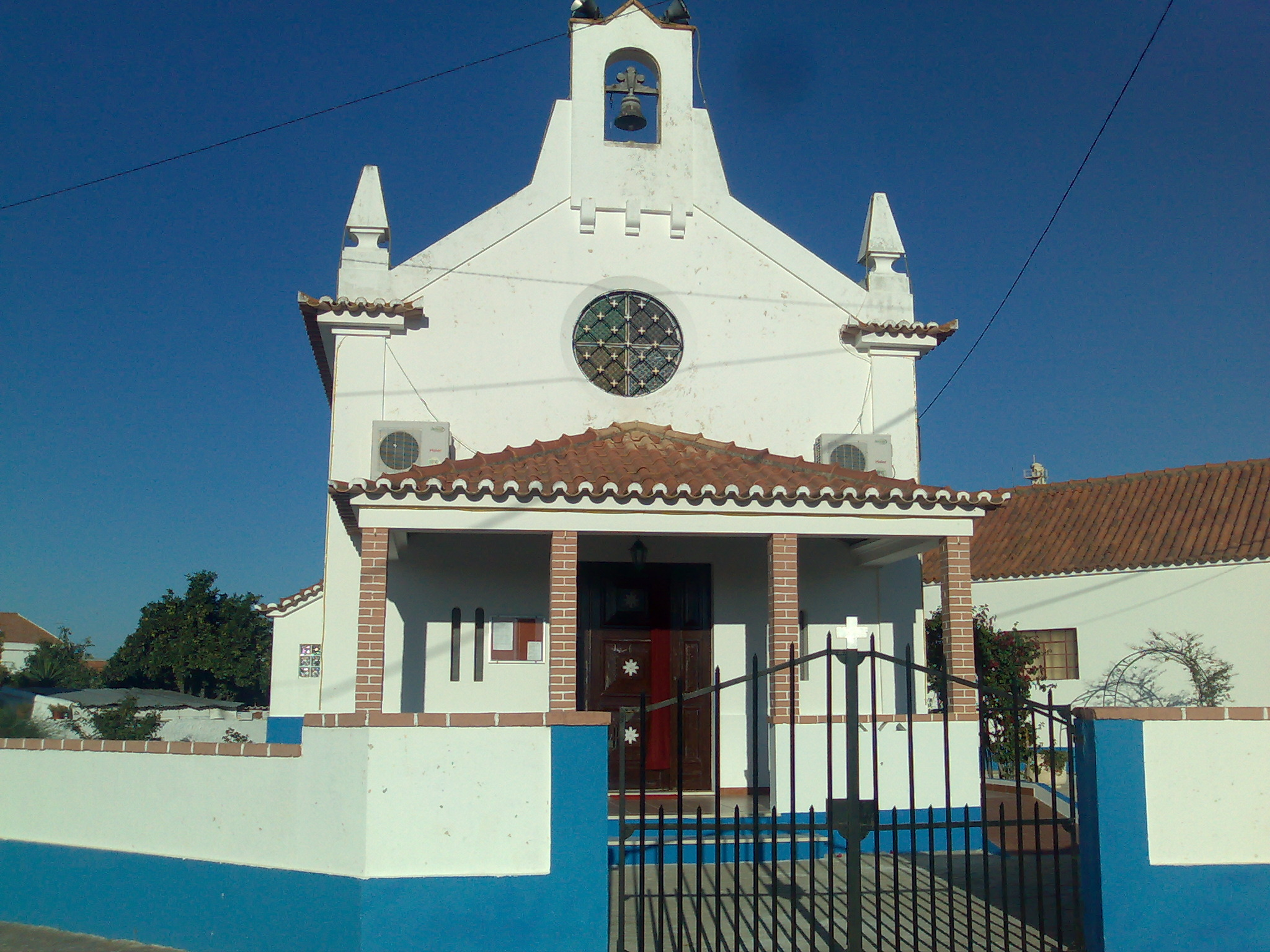
Hauptkirche
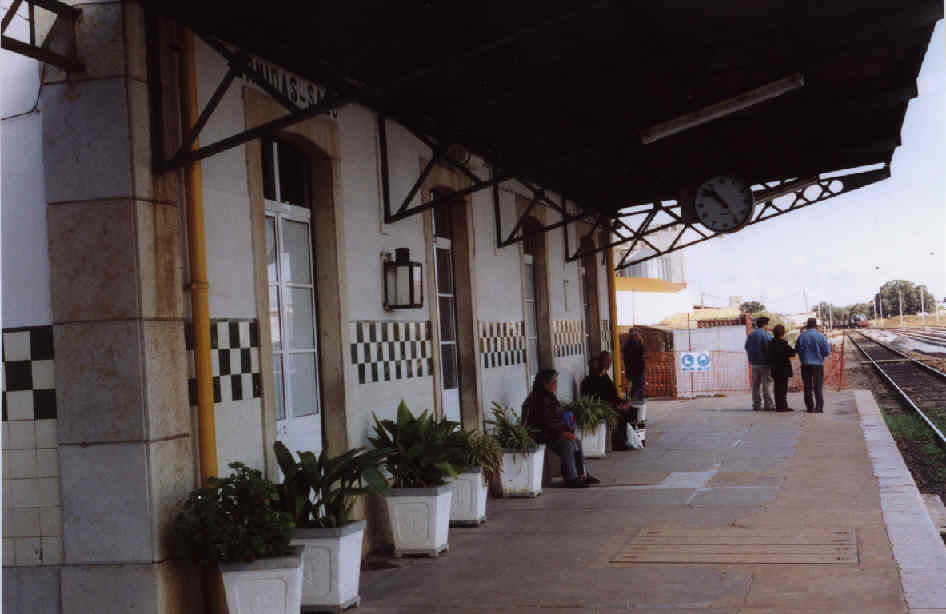
Bahnhof Ermidas-Sado